# 李拯
李 拯（り じょう、? - 866年）は、中国・唐の詩人。字は昌時。本貫は隴西郡狄道県。

## 略歴
咸通12年（871年）の進士。節度使の幕府を転々とする内、黄巣の乱に遭い、晋州に避難していたが、僖宗に召し出され、尚書郎から老功郎中・知制誥となった。しかし光啓2年（886年）、朱玫の叛乱に際し、叛乱軍に捕らえられて翰林学士に任ぜられ、節義を穢したことへの後悔と朱玫の横暴に対する不平とを抱いていたが、朱玫が滅ぼされた時、乱軍の中で殺された。

## 詩人としての彼
作品に、『朝より退いて終南山を望む』（七言絶句）がある。
| 退朝望終南山   |                                                                       |
| 紫宸朝罷綴鵷鸞 | 紫宸（ししん） 朝（ちょう）罷（や）んで鵷鸞（えんらん）を綴（つづ）り |
| 丹鳳楼前駐馬看 | 丹鳳楼前（たんぽうろうぜん） 馬を駐（とど）めて看（み）る             |
| 唯有終南山色在 | 唯（た）だ終南山色（しゅうなんざんしょく）の在る有り                  |
| 晴明依旧満長安 | 晴明 旧に依（よ）って長安に満つ                                       |